# Tuve torg

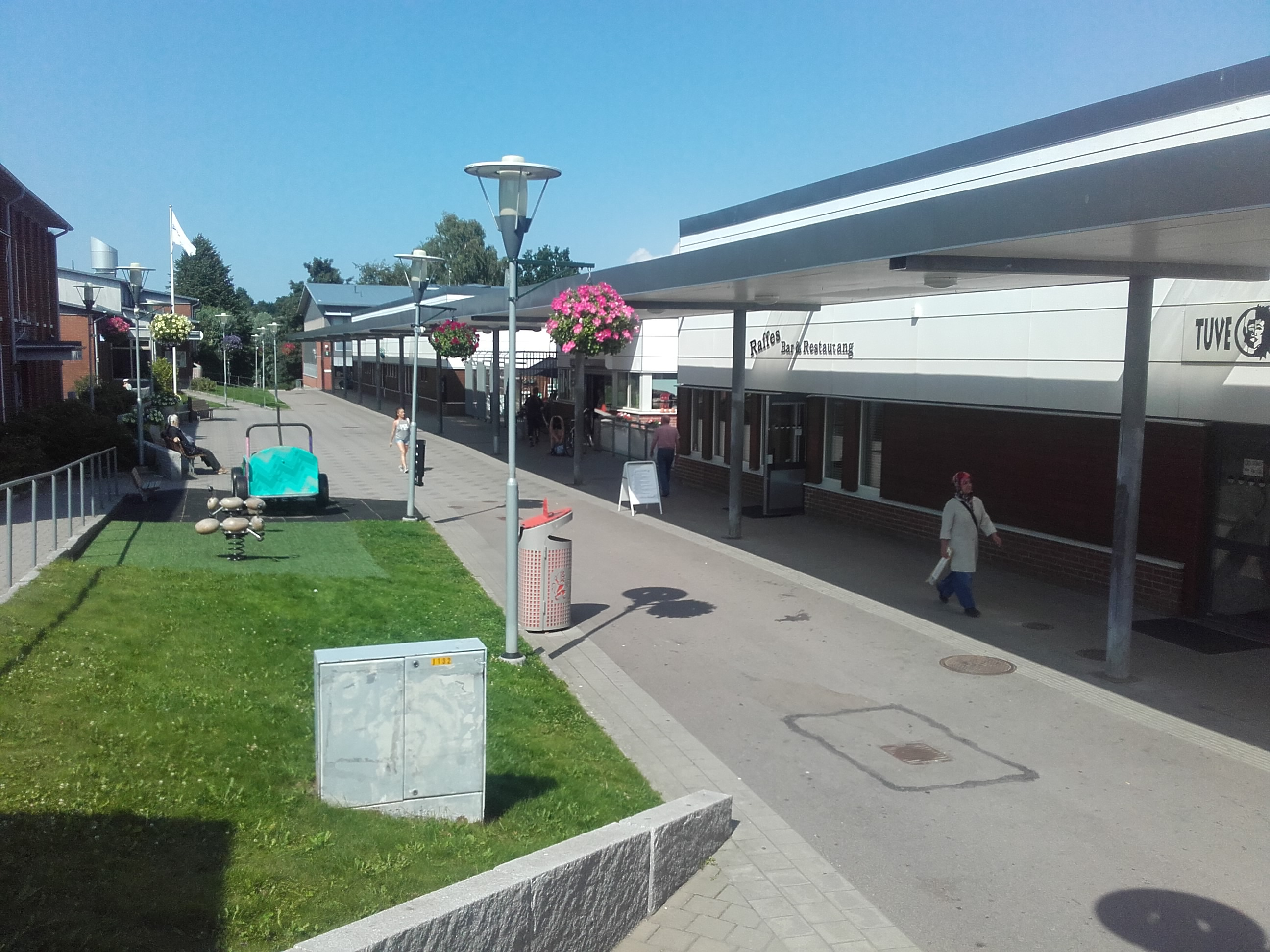
Tuve torg, utsida.

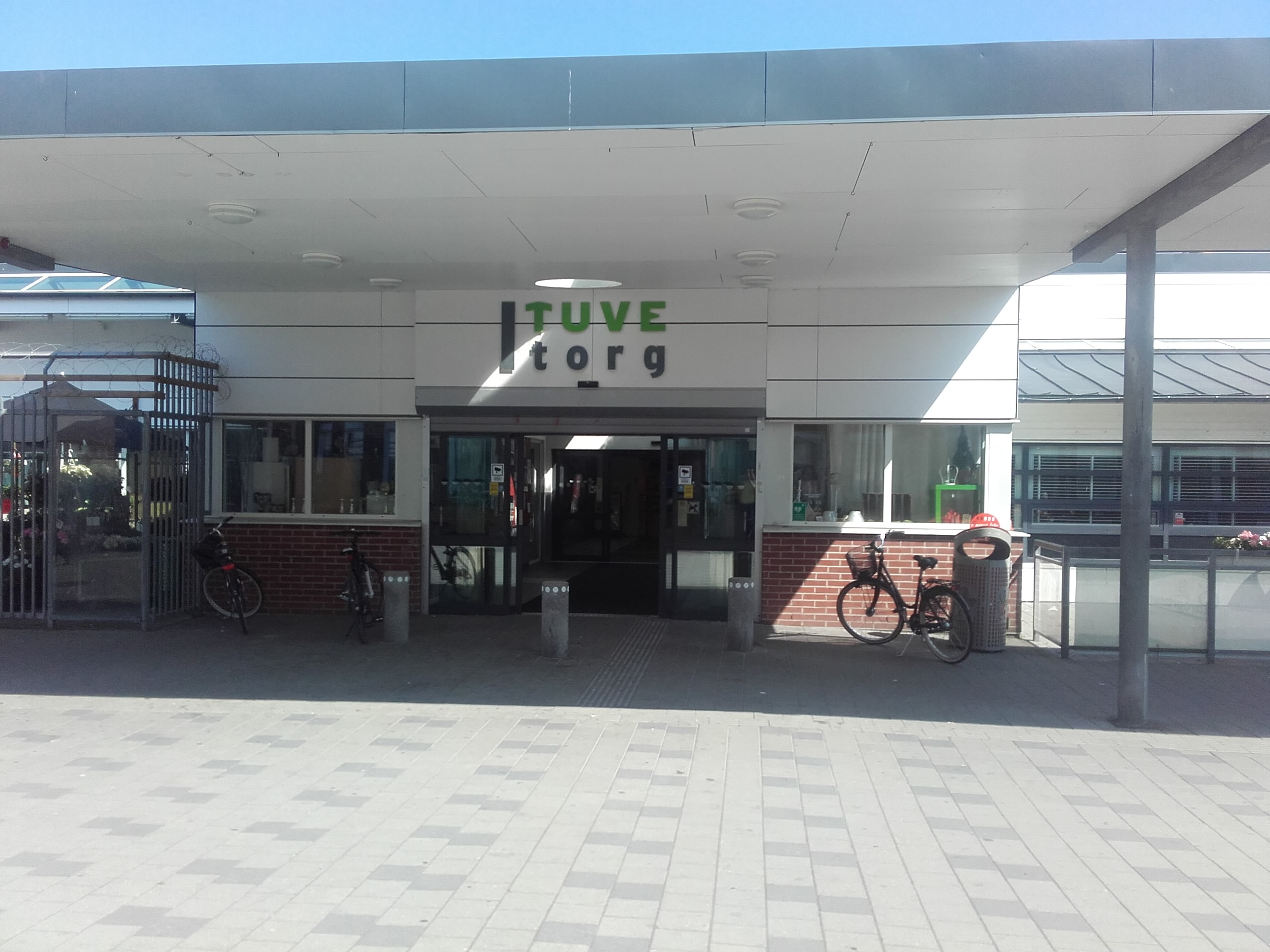
Entré till inomhustorget.

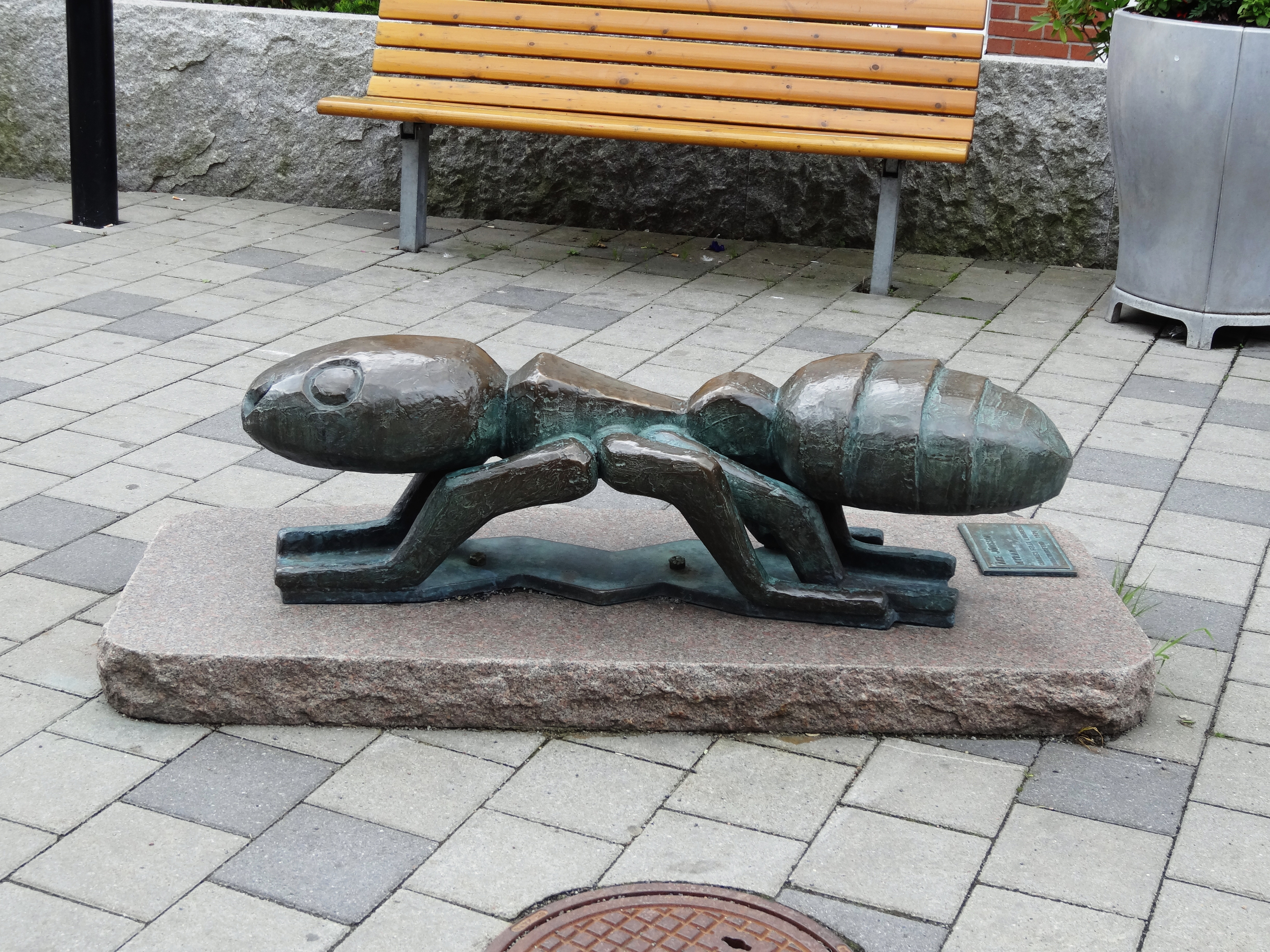
Myran från 1976, av Åke Jönsson.

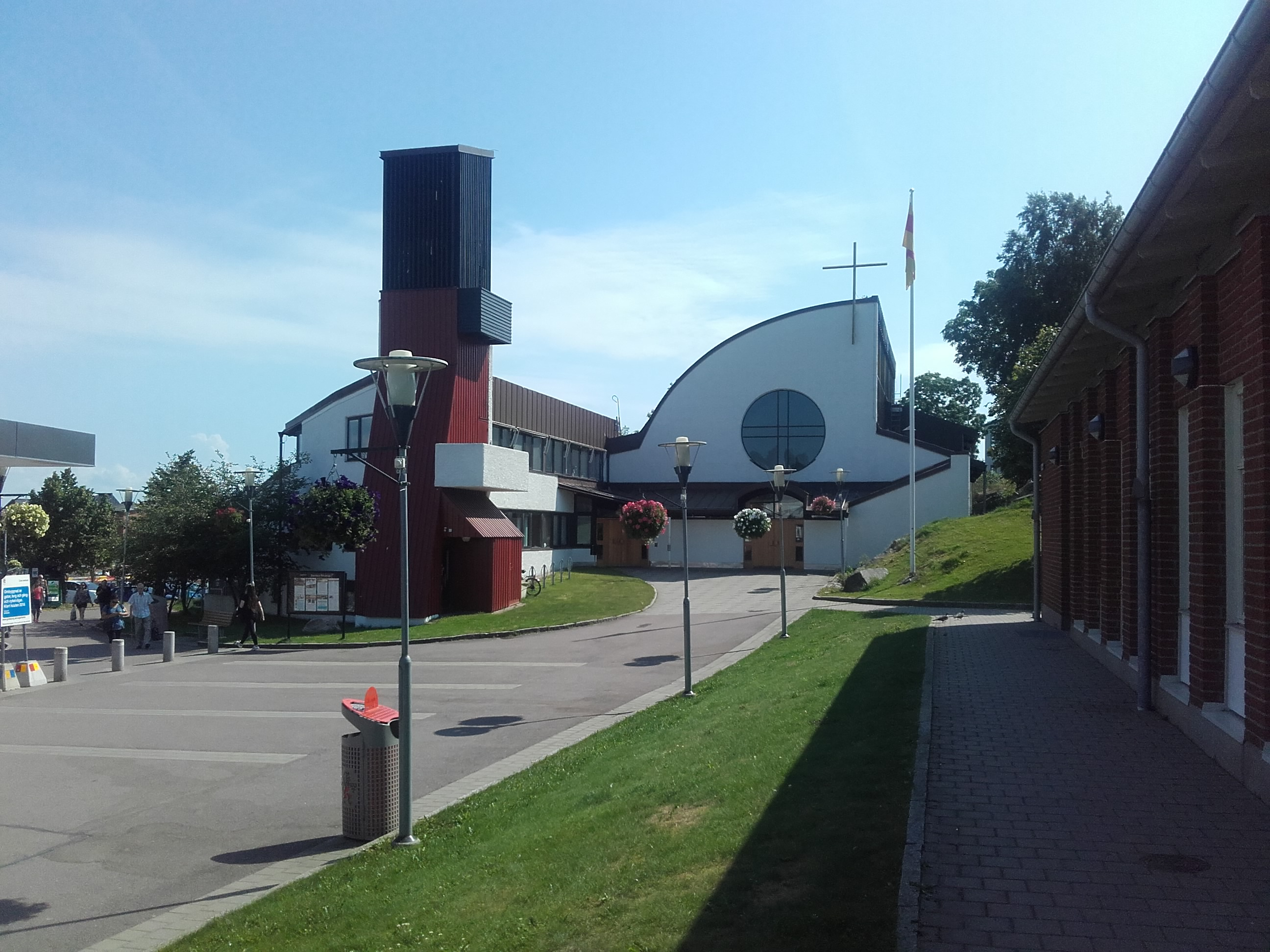
Glöstorpskyrkan, i södra änden av Tuve torg.

Tuve torg är ett torg i stadsdelen Tuve, på Hisingen i Göteborg. Torget ritades av Jansson Persson Trogard Arkitektkontor AB, stod klart 1971 och hette ursprungligen Norums torg. 1998 byttes namnet till Tuve torg efter begäran från Göteborgslokaler AB och Norumstorgs företagarförening. Under 2007 renoverades och förnyades torget. Vid torget finns bland annat två mataffärer, blomsterbutik, kvarterskrog, konditori, bibliotek, frisör och apotek.

## Skulpturen Myran
På torget står skulpturen Myran, gjord av Åke Jönsson; en uppskattad skulptur som många barn har klättrat på sedan den kom på plats 1976. Tuve Torg förvaltas av Göteborgslokaler.